# Echinopericlimenes
Echinopericlimenes is een garnalengeslacht uit de familie van de Palaemonidae. De wetenschappelijke naam van het geslacht is voor het eerst geldig gepubliceerd in 2014 door Marin en Chan.

## Soorten
De volgende soorten zijn bij het geslacht ingedeeld:
- Echinopericlimenes hertwigi (Balss, 1913)[1]
- Echinopericlimenes dentidactylus (Bruce, 1984)[2]
- Echinopericlimenes calcaratus (Chace & Bruce, 1993)[3]
- Echinopericlimenes aurorae Marin & Chan, 2014